# 河北町
河北町（かほくちょう）は、山形県のほぼ中央部にある人口約1万7千人の町。かつては最上川舟運の紅花の集散地として栄えた。現在は雛とべに花の里で知られる。また、山形県の中で唯一「町」を「ちょう」と読む。
卓球の町として知られ、1971年の世界卓球選手権で優勝した女子団体チーム4人のうち、小和田敏子と大場恵美子は河北町出身者である。冷たい肉そばが名物である。

## 地理
- 河川: 最上川、寒河江川

## 歴史
平安時代、摂関家領であった寒河江荘の一部（北寒河江荘）であり、鎌倉時代に入ると大江氏の流れを汲む寒河江氏が地頭として領した。町内には谷地八幡宮・溝延八幡宮が建てられ、寒河江八幡宮とともに「寒河江荘三八幡」と称された。大江氏の相続問題により北寒河江荘は北条氏領や円覚寺領となり、南北朝時代中条氏領となる。中条氏は谷地城(現三社宮)を築城する。中条氏が途絶えると、大江氏の流れを汲む北方の土豪、白鳥氏が谷地城に入った。城を中心に今の街割が作られたが、最上義光によって白鳥氏は滅ぼされてしまい、その後、最上氏改易まで最上領（蔵入地）となった。
最上氏が改易になると谷地城は廃城となり、河北町域は天領、新庄藩領に分割統治された。うち新庄藩は谷地市街北部までを領し、北口番所を置いて、現河北町北部と村山市西部を治めた。
- 1954年（昭和29年）10月1日 - 谷地町、西里村、溝延村、北谷地村を廃し、河北町新設
- 1955年（昭和30年）12月31日 - 寒河江市より、元泉地区を編入
- 1963年（昭和38年）8月1日 - 村山市より、寄込地区（荒小屋地区）を編入

## 行政

### 歴代町長
- 町長：田宮栄佐美（たみや えさみ）（2002年 - 2019年）
- 町長：森谷俊雄（もりや としお）（2019年 - ）

### 町役場

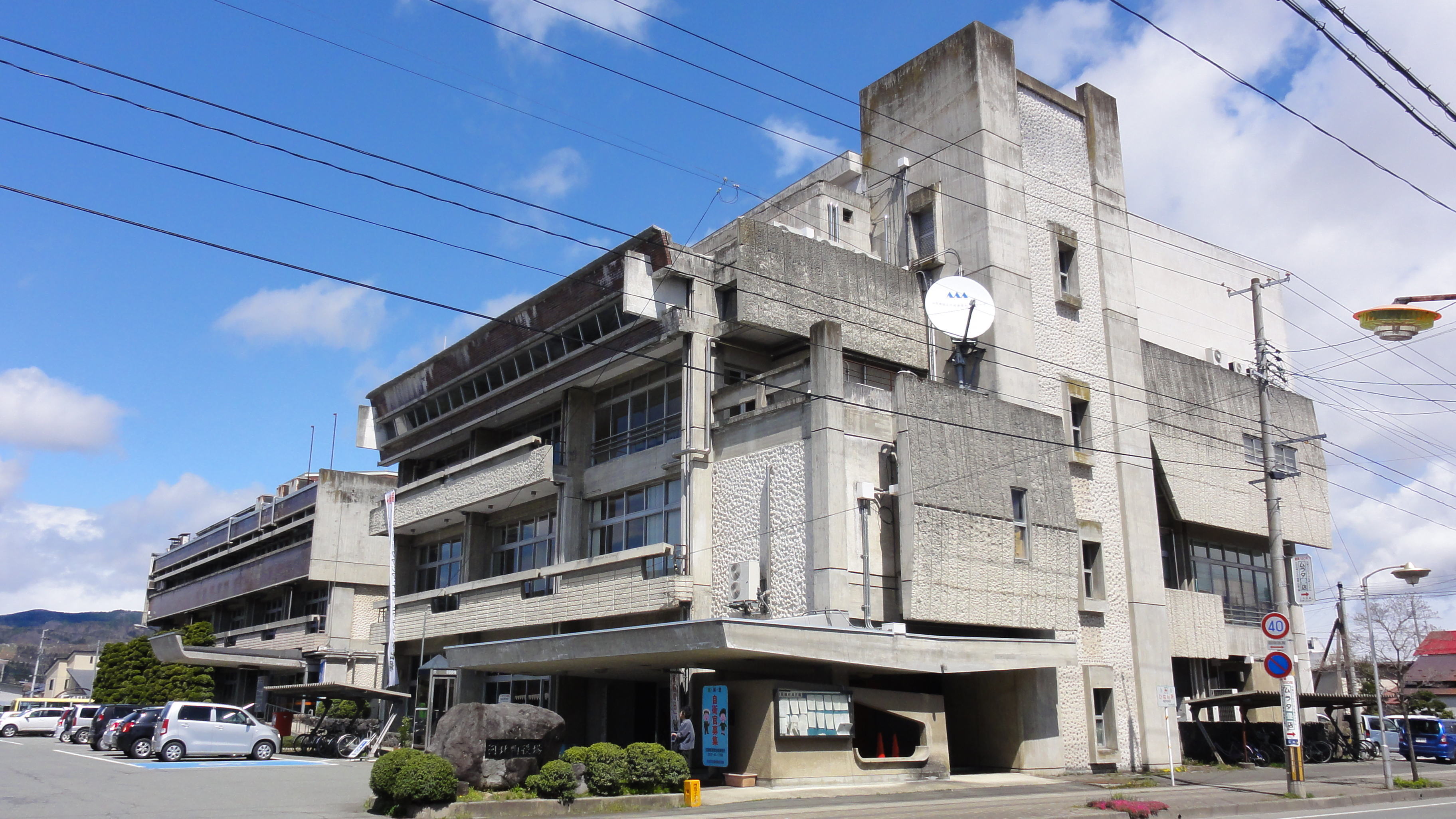
河北町役場（旧庁舎）

2022年（令和4年）1月4日から新庁舎に移転した。敷地面積9,403.85m2、建物は鉄筋コンクリート造一部鉄骨造（耐震壁付ラーメン構造）、地上4階一部塔屋、敷地面積1,880.75m2、延床面積5,497.46m2。

## 議会

### 町議会
→詳細は「河北町議会」を参照

## 経済
かつては、紅花・青苧の集積地、最上川舟運の船着場として栄えた。新庄藩の時代は、谷地は「町方」とされ最上川西岸南部支配の代官所が置かれた。「紅花資料館」となっている旧家の大きさ、町でありながら設置されたアーケード街、中心部の大きさなどといった点に、その残影を見ることが出来る。

### 産業
- サクランボ（町村では生産量日本一）
- スリッパ（全国生産額の4分の1）

### 郵便局
- 河北郵便局（集配局）
- 北谷地郵便局
- 溝延郵便局
- 西里郵便局
- 下槙簡易郵便局

### 金融機関
- 山形銀行谷地支店（河北町指定金融機関）
- きらやか銀行谷地支店
- 山形信用金庫谷地支店
- 北郡信用組合谷地支店

## 姉妹都市・提携都市
国内
- 藍住町（徳島県板野郡）

1991年（平成3年）7月6日友好都市提携。（藍染めと紅染めの染め物つながり）
- 石巻市（宮城県:旧河北町）

2001年（平成13年）1月14日友好都市提携。（同じ町名が縁で）
海外
- キャニオンシティ市（アメリカ合衆国 コロラド州）

1993年（平成5年）10月20日姉妹都市提携。

## 地域

### 人口
| |                                        |  |
| 河北町と全国の年齢別人口分布（2005年） | 河北町の年齢・男女別人口分布（2005年） |  |
| ■紫色 ― 河北町 ■緑色 ― 日本全国 | ■青色 ― 男性 ■赤色 ― 女性              |  |
| 河北町（に相当する地域）の人口の推移 \| 1970年（昭和45年） \| 22,643人 \| \| \| 1975年（昭和50年） \| 21,947人 \| \| \| 1980年（昭和55年） \| 21,880人 \| \| \| 1985年（昭和60年） \| 22,311人 \| \| \| 1990年（平成2年） \| 22,287人 \| \| \| 1995年（平成7年） \| 21,930人 \| \| \| 2000年（平成12年） \| 21,476人 \| \| \| 2005年（平成17年） \| 20,738人 \| \| \| 2010年（平成22年） \| 19,959人 \| \| \| 2015年（平成27年） \| 18,952人 \| \| \| 2020年（令和2年） \| 17,641人 \| \| |                                        |  |
| 総務省統計局 国勢調査より |                                        |  |
| 1970年（昭和45年） | 22,643人                               |  |
| 1975年（昭和50年） | 21,947人                               |  |
| 1980年（昭和55年） | 21,880人                               |  |
| 1985年（昭和60年） | 22,311人                               |  |
| 1990年（平成2年） | 22,287人                               |  |
| 1995年（平成7年） | 21,930人                               |  |
| 2000年（平成12年） | 21,476人                               |  |
| 2005年（平成17年） | 20,738人                               |  |
| 2010年（平成22年） | 19,959人                               |  |
| 2015年（平成27年） | 18,952人                               |  |
| 2020年（令和2年） | 17,641人                               |  |

### 教育

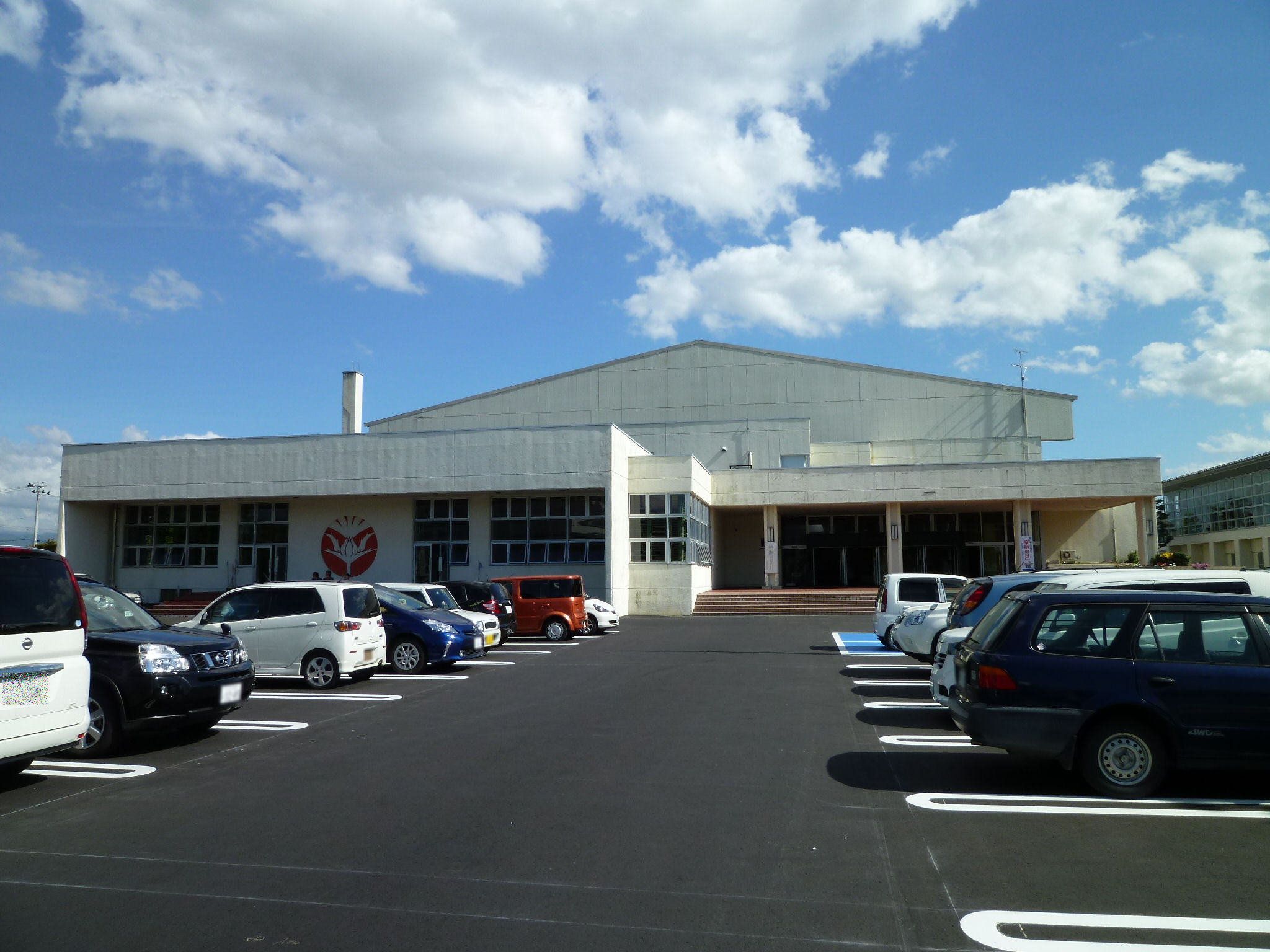
河北町民体育館

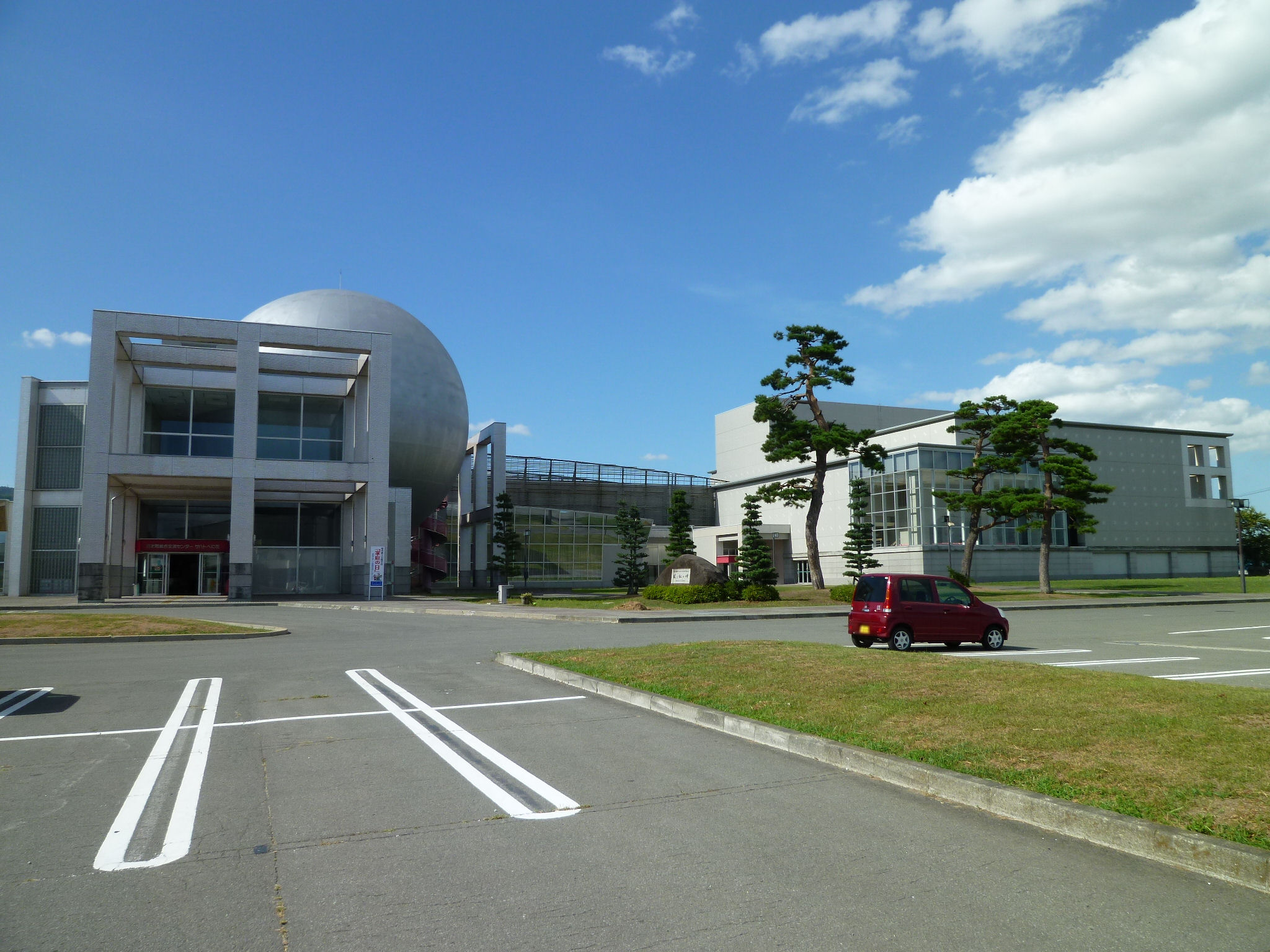
サハトべに花

高等学校
- 山形県立谷地高等学校

中学校
- 河北町立河北中学校

小学校
- 河北町立溝延小学校
- 河北町立北谷地小学校
- 河北町立西里小学校
- 河北町立谷地南部小学校
- 河北町立谷地西部小学校
- 河北町立谷地中部小学校

社会教育
- 紅花資料館

紅花に関する資料、紅花染めの振り袖、各時代の雛人形など、最上川舟運に関する資料を収蔵展示している。
- 河北町立中央図書館

新着図書や本の検索・予約ができる。
- 遊蔵

職人の道具や昔の農業用具、民具などを展示している。
- 河北町民体育館
- サン・スポーツランド河北

## 交通

### 鉄道路線
町内に鉄道路線は通っていない。鉄道利用時の最寄り駅は寒河江駅（左沢線、車で約20分）またはさくらんぼ東根駅（奥羽本線、車で約20分）。
以前、河北町に鉄道を延伸させようとした計画があったが、地主の農家から「所有する田んぼの面積が減る」という理由で猛反対にあい計画が白紙になった（かつては奥羽本線神町駅から谷地を結ぶ谷地軌道が1915年から1935年まであった）。

### 路線バス
- 山交バス
  - 山交ビル・山形駅前 - 寒河江ターミナル - 谷地 - 谷地荒町南
  - 月山銘水館  → 谷地
  - 河北病院 - 谷地 - 大久保 - 村山駅前 - 公立病院
- 河北町路線バス
- 東根市市民バス

### 空港
最寄りの空港
- 山形空港（東根市、車で約15分）

### 道路
- 高速道路
  - 東根IC（東根市、車で約7分）
  - 寒河江IC（寒河江市、車で約20分）
- 一般国道
  - 国道287号、国道347号
- 都道府県道
  - 主要地方道
    - 山形県道25号寒河江村山線

## 観光ほか
- イベント
  - 谷地どんが祭り（谷地八幡宮例祭）
  - 谷地ひなまつり
  - べに花まつり
  - 世界スリッパ卓球大会

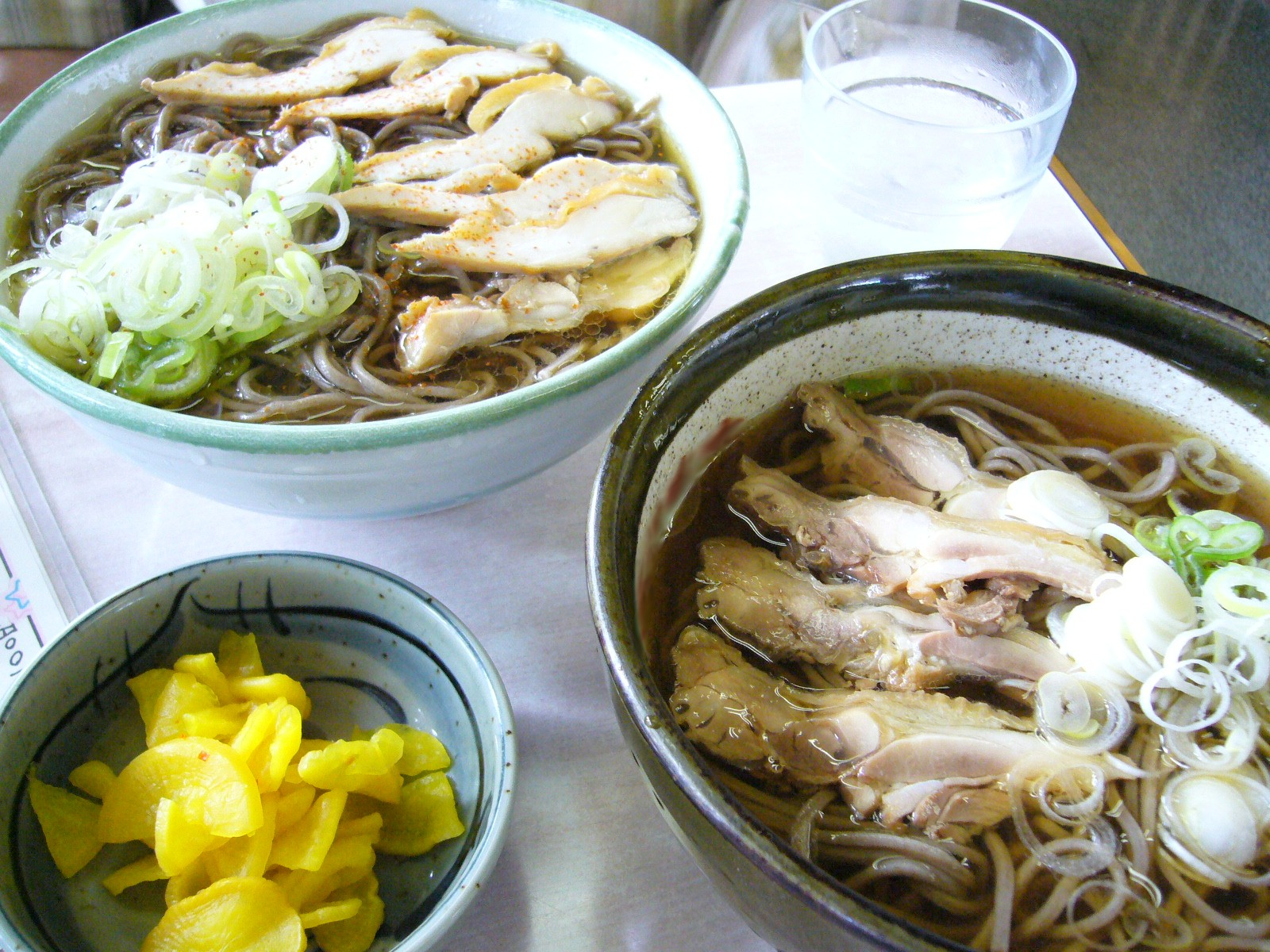
冷たい肉そば

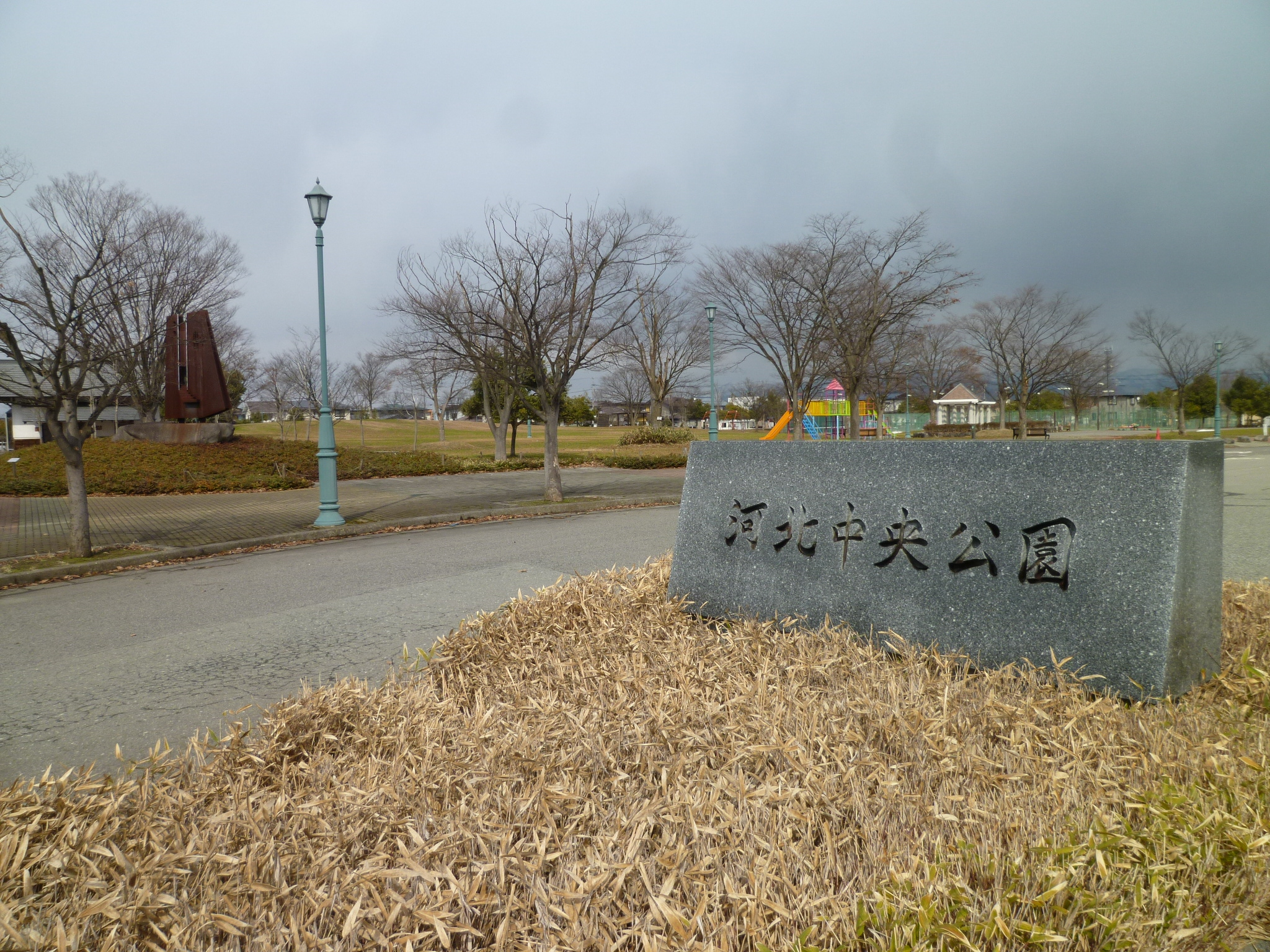
河北中央公園

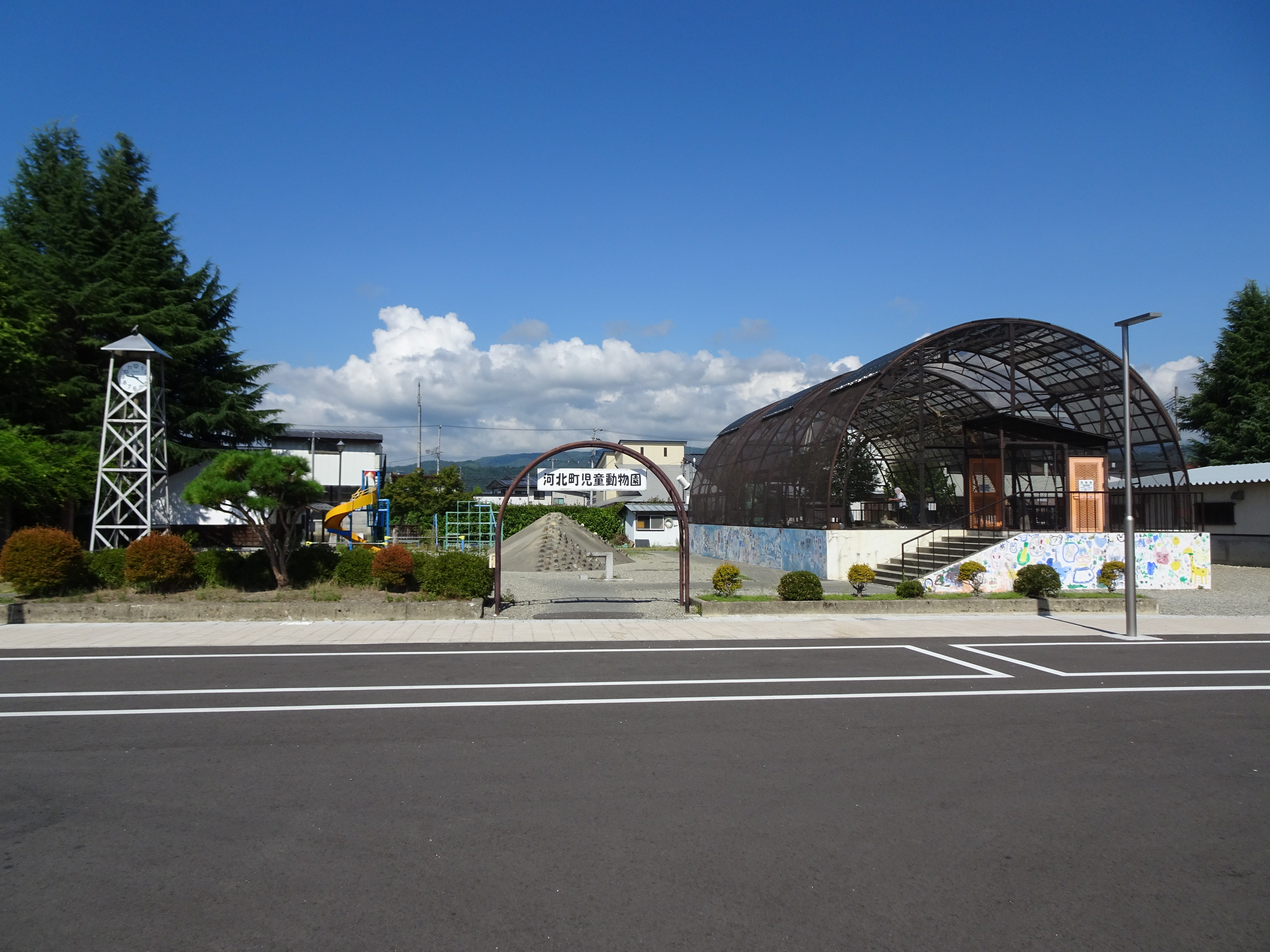
児童動物園

  - 谷地の舞楽（林家舞楽 - 重要無形民俗文化財、1981年（昭和56年）1月21日指定、谷地八幡宮）

- 観光地
  - 児童動物園
- 河北中央公園 - いもこ列車
  - 最上川グリーンパーク

- 食文化
  - 冷たい肉そば
  - カレー風味カツ丼
  - 餅飲み[3][4]

## 出身有名人
- 森谷俊雄：河北町長、元モンテディオ山形社長
- 小和田敏子：卓球選手
- 細谷不句：俳人・医師
- 細谷雄二：医学博士、歌人
- 大塚文雄：民謡歌手
- 大泉逸郎：演歌歌手・ミュージシャン、同町在住
- 綾瀬川山左エ門 (1876年生)：力士
- 三山貞次：力士
- 田宮榮一：元警視庁捜査一課長（現在テレビ解説者）
- サザーランド：ロックバンド
- TSUKASA（最上川司）：ヴィジュアル系ロックバンド元D'espairsRay、現THE MICRO HEAD 4N’S／OFIAM／Still Night、Luv PARADE ドラム、演歌歌手
- 小山田明美：ローカルタレント・お天気キャスター
- 阿部美里：東日本放送アナウンサー
- 五十嵐敬喜：弁護士・法政大学名誉教授
- 新関良三：ドイツ文学者
- 井上司 : ジャズバンドfox capture planドラム
- 牧野寛索 : 政治家、衆議院議員
- 吉田晴美: 政治家、衆議院議員
- 細谷巌太郎：政治家、銀行家
- ごとう和: 漫画家